# 常州市金坛区博物馆
常州市金坛区博物馆（简称金坛博物馆）是位于中华人民共和国江苏省常州市金坛区的一座博物馆。金坛博物馆由中国古建筑专家潘古溪设计，占地面积约30,000平方米，建筑面积3,500平方米，2005年7月对外开放。
金坛博物馆拥有馆藏品1万余件，包括国家一级文物11件、二级文物42件、三级文物129件。2024年8月，中国博物馆协会公布为第五批国家二级博物馆。